# Pagodulina austeniana
Pagodulina austeniana is een slakkensoort uit de familie van de Orculidae. De wetenschappelijke naam van de soort werd in 1880 voor het eerst geldig gepubliceerd door Geoffroy Nevill.

## Kenmerken
Het eivormige slakkenhuisje is 3,2 mm hoog en 2,0 mm breed. Het heeft maximaal acht goed gebogen windingen. De laatste winding stijgt in het laatste kwart naar de mond en bereikt bijna de hechtdraad van de voorlaatste winding. Het is lichtbruin van kleur, het oppervlak heeft met regelmatige tussenpozen matig dichte, lamellaire ribben. De ribbels versmalt naar de snuit. De snuitlip is licht naar buiten gebogen en is erg kwetsbaar. Diep in de mond, en niet zichtbaar op de snuit, zit een lange palatineplooi. Onder deze vouw bevindt zich altijd een kortere palatinale vouw. Vaak, maar niet bij alle individuen, is er een derde, kortere palatinale plooi boven de lange palatinale plooi. De zaak heeft een gesloten navel.

### Vergelijkbare soorten
Het huisje van Pagodulina austeniana is tegenover Pagodulina pagode en Pagodulina subdola duidelijk ovaal, niet cilindrisch. De ribben zijn iets minder dicht. In tegenstelling tot deze twee soorten, die slechts één palatinale plooi vormen, heeft Pagodulina austeniana ten minste twee palatinale plooien, vaak een derde palatinale plooi.

## Geografische spreiding en leefgebied
Het verspreidingsgebied van deze soort is beperkt tot de zuidwestelijke en zuidelijke Alpen. In het oosten strekt het verspreidingsgebied in Zwitserland zich uit tot het zuiden van Ticino, in Noord-Italië tot het Gardameer.
Het leeft in vochtige en schaduwrijke habitats zoals in bossen tussen rotsen. Het klimt tot 1700 meter.